# مجزرة البقدونس
مجزرة البقدونس (بالإسبانية: el corte) (بالفرنسية: Massacre du Persil) حادثة قتل جماعي وقعت في أكتوبر1937 ضد الهايتيين الذين يعيشون في الحدود الشمالية الغربية لجمهورية الدومينيكان، وفي أجزاء من منطقة سيباو المجاورة. جاءت قوات الجيش الدومينيكاني من مناطق مختلفة في البلاد، ونفذت المجزرة بناء على أوامر من الديكتاتور الدومينيكاني رافائيل تروخيو. أعلن رئيس هايتي إيلي ليسكوت أن عدد القتلى بلغ 12,168؛ في عام 1953، أشار المؤرخ جان برايس-مارس إلى وفاة 12,136 شخصًا وإصابة 2,419 آخرين. في عام 1975، قال وزير خارجية جمهورية الدومينيكان المؤقت خواكين بالاغوار إن عدد القتلى بلغ 17,000 قتيل، وقدر المؤرخ برناردو فيغا العدد بحوالي 35,000 قتيل.

## العوامل المساهمة
في الفترة ما بين عام 1910-1930، كانت هناك هجرة كبيرة للهايتيين نحو جزر الجمهورية الدومينيكية وكوبا المجاورة بحثًا عن عمل. لا يمكن تحديد العدد الدقيق للمهاجرين إلى جمهورية الدومينيكان بسهولة، ولكن كان هناك ما  يزيد على 200,000 مهاجر إلى كوبا حسب التقديرات. اتفق عدّة مؤلفين على أن أعداد المهاجرين إلى الجمهورية الدومينيكية كان أكبر من مثيله إلى كوبا بسبب القرب الجغرافي. من ناحية أخرى، أدى التدفق الكبير للهايتيين إلى الجمهورية الدومينيكية إلى تعزيز قطع العلاقات المعقدة بين البلدين. تقع جمهورية الدومينيكان، التي عرفت سابقًا بمستعمرة سانتو دومينغو الإسبانية، في الجزء الشرقي من جزيرة هيسبانيولا، وتحتل خمسة إلى ثمانية أجزاء من يابستها، ويسكنها حوالي عشرة ملايين نسمة. على النقيض من ذلك، تقع هايتي، التي عرفت سابقًا بمستعمرة سان دومينغو الفرنسية، في غرب الجزيرة، بنفس عدد السكان تقريبًا، إذ يقدر عدد سكانها بنحو 200 نسمة لكل كيلومتر مربع 
أدى النمو السكاني المتزايد إلى أن يعيش العديد من سكان هايتي على أراض جبلية، وإلى تآكل أو جفاف الأراضي الزراعية وضعف إنتاجيتها، وبدلًا من البقاء على أرضٍ غير قادرة على تلبية احتياجاتهم، هاجر العديد منهم إلى أرض الدومينيكان، حيث كانت الأراضي متوفرة. استفاد الهايتيون بحصولهم على أراض زراعية، واقتات الدومينيكيون في المناطق الحدودية على الزراعة في الغالب، واستفادوا من سهولة تبادل السلع مع الأسواق الهايتية.
بسبب عدم ملائمة الطرق التي تربط الحدود بالمدن الكبرى، «كان الاتصال بأسواق الدومينيكان محدودًا جدًا إلى حد أن الفائض التجاري الصغير للحدود انتقل ببطء إلى هايتي». هدد هذا الأمر نظام تروخيو بسبب النزاعات الحدودية الطويلة بين البلدين. إذا بدأت أعداد كبيرة من المهاجرين الهايتيين في احتلال الأراضي الحدودية ذات الكثافة السكانية القليلة، وقد تحاول الحكومة الهايتية تقديم حجة للمطالبة بأراض دومينيكانية. بالإضافة إلى ذلك، تتيح الحدود غير المنظمة والطليقة عبور السلع المهربة بحرية ودون ضرائب بين الدول، ما يحرم جمهورية الدومينيكان من الإيرادات الجمركية.
علاوة على ذلك، رأت حكومة الدومينيكان أن هناك احتمالية تشكل جماعات ومنظمات ثورية في المناطق الحدودية غير المنظمة، وقد تتحرك هذه الجماعات بسهولة عبر الحدود، وتجمع الأسلحة وأتباعها في نفس الوقت.
يعكس العنف غير العادي الذي كان ناجمًا عن تلك الحادثة المؤسفة أيضًا مدى عمق معاداة الدومينيكيين للهايتيين، والواقع فإن معاداة الهايتيين قد نمت، وانتشرت في المقام الأول خلال الستين عامًا الأخيرة حتى الوقت الحاضر. تعرض هؤلاء المهاجرون للاستغلال ولانتهاكات مستمرة لحقوق الإنسان. علاوة على ذلك، فإن لهذه المعاداة بعدًا عنصريًا ملحوظًا، وذلك لأن الهايتيين عرفوا بأنهم «سود» في جمهورية الدومينيكان، على النقيض من أهل الدومينيكان الذين، منذ زمن الاستعمار، نادرًا ما افترضوا هذا النوع من الهوية الجماعية (على الرغم من أن الأغلبية العظمى لم تميز باعتبارها «بيضاء»).

## التداعيات
على الرغم من محاولات إلقاء اللوم على المدنيين الدومينيكيين، إلا أن مصادر أمريكية أكدت على أنه «عثر على رصاصات من بنادق كراج في جثث هايتي، وأن الجنود الدومينيكانيين فقط هم الذين كانوا يملكون هذا النوع من البنادق»،  ولذلك، فإن المجزرة الهايتية محسوبة على الديكتاتور الدومينيكاني رافائيل تروخيو التي نفذها من أجل تحقيق التجانس في مناطق البلاد الحدودية، وجلب المشاكل الاجتماعية والسياسية والاقتصادية هناك، والتخلص من جمهورية هايتي.
بعد ذلك، بدأ تروخيو في تطوير المناطق الحدودية لربطها بشكل أوثق بالمناطق الحضرية، وجرى تحديث هذه المناطق، مع إضافة مستشفيات حديثة ومدارس ومقرات سياسية وثكنات عسكرية ومشاريع إسكان، وكذلك طريق سريع لربط المناطق الحدودية بالمدن الكبرى.